# 善増
善増（ぜんぞう）は、鎌倉時代の善派の大仏師。興福寺を中心に活動した。

## 経歴
- 1288年（正応元年）興福寺金剛力士像を絵所大仏師（彩色）の観実とともに修理したことが墨書から知られる。